# Paracito
Paracito – dystrykt w Kostaryce, w kantonie Santo Domingo, w prowincji Heredia.

## Geografia
Paracito ma powierzchnię 1,12 kilometrów kwadratowych i leży na wysokości 1 289 m n.p.m..

## Demografia
Według zliczenia ludności w 2011 roku w dystrykt Paracito mieszka 2 231 mieszkańców.

## Transport

### Transport drogowy
Przez dystrykt Paracito biegną następujące drogi krajowe:
- Droga krajowa nr 220
- Droga krajowa nr 307
- Droga krajowa nr 308